# برتا دروز
برتا دروز (انگلیسی: Berta Drews؛ ۱۹ نوامبر ۱۹۰۱ – ۱۰ آوریل ۱۹۸۷) یک هنرپیشه اهل آلمان بود. 
از فیلم‌ها یا برنامه‌های تلویزیونی که وی در آنها نقش داشته‌است می‌توان به طبل حلبی و دادگاه نظامی اشاره کرد.